# El Huizache, Santa María del Río
El Huizache är en ort i Mexiko.   Den ligger i kommunen Santa María del Río och delstaten San Luis Potosí, i den centrala delen av landet, 300 km nordväst om huvudstaden Mexico City. El Huizache ligger 1 769 meter över havet och antalet invånare är 326.
Terrängen runt El Huizache är huvudsakligen kuperad, men åt nordväst är den platt. El Huizache ligger nere i en dal. Runt El Huizache är det ganska glesbefolkat, med 22 invånare per kvadratkilometer. Närmaste större samhälle är Santa María del Río, 5,5 km söder om El Huizache. Omgivningarna runt El Huizache är i huvudsak ett öppet busklandskap.